# Puibolea
Puibolea (en aragonés Pui Boleya) es una localidad de la comarca Hoya de Huesca que pertenece al municipio de La Sotonera en la Provincia de Huesca. Situada en el vértice de un cerro, cerca del río Venta que nace en la sierra de Gratal, su distancia a Huesca es de 18 km

## Demografía
| 1970 | 2000 | 2001 | 2002 | 2003 | 2004 |
| ---- | ---- | ---- | ---- | ---- | ---- |
| 67   | 46   | 44   | 46   | 45   | 45   |

## Historia
- De realengo entre 1097 y 1135, por presentar tenentes (Ubieto Arteta, Los Tenents, p. 155)
- En 1404 era de Pedro Fernández de Vergua, que se titulaba señor de "Pueyo de Gratal"("Estudios de Edad Media de la Corona de Aragón",9, p. 568)
- En el siglo XV era de la familia Lanuza (Falcón, I, 330)
- En 1610 era de Martín de Lanuza (Labaña,p. 52)
- En 1845 se unió a Lierta
- En 1845, según Madoz, Puibolea tenía:
  - 40 casas
  - Escuela de instrucción primaria concurrida por 20 alumnos
  - Una pequeña cárcel

## Monumentos
- Iglesia parroquial dedicada a Nuestra Señora de La Consolación
  - conserva retablos de los siglos XVII y XVIII

## Para ver
- Las bodegas subterráneas excavadas entre la tierra y la roca, que se abren en la misma ladera donde se asienta el pueblo
- La casa de La Salina
  - Manantiales de agua salada
- Ruinas de Gratal o iglesieta de Los Frailes del (siglo XII)
- Poblado de Castillón con secuencias iberorromana, hispanovisigoda, islámica y medieval
  - Algunos historiadores opinan que se corresponde con la antigua ciudad de Calagurris Fibularia
- Villa romana de Los Costerazos

## Personas célebres nacidas en Puibolea
- Don Felipe Avellanas y Bara - Teólogo, que nació a fines del siglo XVII y fue colegial del Mayor de San Clemente de Belonia, en Italia
- Mariano Avellanas y Ximénez - Canonista, que floreció en el siglo XVIII. Doctor in utroque iure por la Universidad de Huesca en 1768, fue colegial del Mayor e Imperial de Santiago, del que ostentó el cargo de rector en 1773